# Dichaetomyia albiceps
Dichaetomyia albiceps är en tvåvingeart som först beskrevs av Wulp 1881.  Dichaetomyia albiceps ingår i släktet Dichaetomyia och familjen husflugor. Inga underarter finns listade i Catalogue of Life.